# Stampede (Band)
Stampede ist eine englische Hard-Rock- und New-Wave-of-British-Heavy-Metal-Band aus London, die im Jahr 1981 gegründet wurde, sich 1984 wieder auflöste und 2009 wieder zusammenfand.

## Geschichte
Die Band wurde gegen Ende des Jahres 1981 von Sänger Reuben (vorher kurzzeitig auch bei Lionheart tätig) und Gitarrist Laurence Archer gegründet, nachdem sie sich von ihrer vorherigen Band Wild Horses getrennt hatten. Kurze Zeit später kam Frank Noon, vorher ebenfalls bei Wild Horses tätig, zur Band. Als Keyboarder kam Alan Nelson zur Band, welcher schon vorher bei der Band Lautrec, in der auch schon Reuben und Laurence Archer vorher aktiv waren, gespielt hatte. Vervollständigt wurde die Besetzung durch Bassist Colin Bond. Es folgten die ersten kleineren Auftritte in diversen Clubs, wodurch die Band ihre Bekanntheit steigern konnte. Anfang 1982 nahm die Band die ersten Lieder auf, wodurch die Band die Aufmerksamkeit von Tommy Vance von der BBC erreichen konnte. Vance bot der Gruppe einen Auftritt in der Friday Rock Show an, die am 28. Mai auf BBC 1 ausgestrahlt wurde. Bei dem Auftritt spielte die Band mit Photographs, Moving On, The Other Side und Shadows of the Night vier ihrer Lieder. Es folgte ein weiterer Auftritt auf Capital Radio zusammen mit Girlschool, sowie ein Auftritt auf dem Mildenhall Rock Festival, auf dem Schlagzeuger Noon durch Eddie Parsons ersetzt worden war. Im Anschluss wurde Polydor auf die Band aufmerksam und nahm diese unter Vertrag. Es folgte eine erste Single namens Days of Wine and Rose, auf der 7″-Version neben dem Titellied noch das Lied Photographs enthalten war. Auf der 12″-Version waren zudem noch die Lieder Moving On, welches schon vorher in einer kürzeren Version auf der Kompilation Steel Crazy zu hören war, und Missing You enthalten. Die Single erschien, während die Band auf dem Reading Festival zusammen mit Praying Mantis, Diamond Head und Budgie spielte. Danach veröffentlichte Polydor unter dem Namen The Official Bootleg ein Live-Album, das aus Aufnahmen der Auftritte auf dem Reading Festival und dem Mildenhall Rock Festival bestand. Anfang 1983 begab sich die Band dann ins Studio, um ihr Debütalbum aufzunehmen. Zur selben Zeit ging die Band außerdem zusammen mit Gary Moore auf Tour durch Großbritannien. Alan Nelson hatte zudem die Band verlassen und war durch Magnum-Keyboarder Mark Stanway ersetzt worden. Das Album erschien im Jahr 1983 unter dem Namen Hurricane Town. Auf dem Album bestand die Band aus Bassist Colin Bond, Schlagzeuger Eddie Parsons, Gitarrist Laurence Archer, Keyboarder, Mark Stanway und Sänger Reuben Archer. Im Jahr 1984 löste sich die Gruppe auf.
Im Jahr 2009 fand die Band wieder zusammen und veröffentlichte im Jahr 2011 das zweite Album A Sudden Impulse bei Grind That Axe Records und Rock Candy Records.

## Stil
Die Band spielte auf ihrem Debütalbum Hurricane Town Hard Rock vergleichbar mit der Musik von UFO und Deep Purple, wobei die Gruppe auch der New Wave of British Heavy Metal zuzurechnen ist. Das zweite Album A Sudden Impulse ist vergleichbar mit den Werken von Aerosmith, wobei Einflüsse von Bands wie Boston, Lynyrd Skynyrd und Bad Company hörbar sind.

## Diskografie
- 1982: Official Bootleg (Live-Album, Polydor)
- 1982: Days of Wine and Roses (Single, Polydor)
- 1983: Hurricane Town (Album, Polydor)
- 1983: The Other Side (Single, Polydor)
- 2011: A Sudden Impulse (Album, Grind That Axe Records / Rock Candy Records)